# دای ساتو
دای ساتو (انگلیسی: Dai Satō؛ زادهٔ ۱۹۶۹ (۵۵–۵۶ سال)) فیلم‌نامه‌نویس و موسیقی‌دان اهل ژاپن است.